# Af Sandeberg

Johan David af Sandeberg (1759-1795), sillhuett från studietiden i "Fortifikation och Bastionlära" i Tyskland, bild Silhouetten-Sammlung Schubert, Handskrifsavdelningen SUB Göttingen.

af Sandeberg är en svensk adelsätt som tidigare hette Sandberg.

## Historik
Stamfader för ätten af Sandeberg uppges av Riddarhuset vara Jonas Bengtsson (född 1595, död efter 1678), som var bonde i byn Sandhem i Börstigs socken i Skaraborgs län. Hans sonson, Gabriel Sandberg (1680–1733), var handlade i Göteborg och gift med Sofia Mårtens (1680–1738).
Deras son David Sandberg (1726–88) var direktör vid Svenska Ostindiska kompaniet och 1756 gift med Maria Chambers (1731–74), som var född i Göteborg och vars föräldrar tillhörde engelska borgarsläkter. David Sandberg adlades 1772 av Gustav III och antog namnet af Sandeberg. Ätten introducerades 1776 på nr 2094. David af Sandeberg och hans hustru lät 1773 påbörja uppförandet av Partille herrgård, slutfört 1780. Under åren 1765–92 bodde familjen Sandberg/af Sandeberg i Kvarteret Frimuraren 2 på Södra Hamngatan 27 i Göteborg. År 1775 köptes Hjällo, Monäs och Karlsberg i Fågelås och Daretorps socknar, Skaraborgs län samt 1782 Ulvhäll i Strängnäs landsförsamling.
Sonen ryttmästare Johan David af Sandeberg var efter faderns död i maj 1788 till i maj 1792 ägare till fastigheten. Dottern Margareta gifte sig med greve Carl Johan Gyllenborg, som blev chef för Kolmårdens marmorbruk och skänkte Göteborgs stads minnessten vid Kallebäcks källa. Ulvhälls herrgård byggdes 1790 av Margareta och Carl Johan Gyllenborg.
Ätten fortlevde med sonen ryttmästare John David af Sandeberg, som var gift med Anna Sofia Winklerfelt, dotter till general Sven Winklerfelt och Christina Sophia Silfversköld. Dottern Maria gifte sig med brukspatronen Carl Abraham Arfwedson, dottern Sophia Maria med friherre Alexander Gustaf Adelsvärd, och Anna Margareta med greve Carl Gustaf Hård. Ätten fortlevde med tre söner, majoren Johan David af Sandeberg, gift med brukspatrondottern Christina Maria Borgström, vice häradshövding Carl David af Sandeberg, gift med grosshandlardottern Theophila Frigell, och kapten Otto David af Sandeberg, gift med borgardottern Magdalena Lundgren.
Originalsköldebrevet är förkommet vid eldsvåda. Ättens vapen föreställer två silversnäckor på blå botten i övre fältet och ett blått berg på guldbotten i det nedre.
Äldre ättegrenen utvandrade 1879 till Australien och en gren av denna utvandrade sedan till England; både i Australien och England fortlever ätten. En annan gren, som 1882 överflyttade till USA, utgick på svärdssidan 1987 och spinnsidan 1989.

## Personer ur ätten
- Catarina af Sandeberg (född 1952), jurist
- David af Sandeberg (1726–1788), grosshandlare, superkargör och direktör
- Edvard af Sandeberg (1871–1920), militär
- Ernst af Sandeberg (1871–1953), militär
- Frits af Sandeberg (1859–1941), kontorschef och idrottsfrämjare
- Gösta af Sandeberg (1914–2008), ämbetsman
- Helena af Sandeberg (född 1971), skådespelare
- Magnus af Sandeberg (född 1983), skådespelare